# Yanique Thompson
Yanique Thompson (ur. 12 marca 1996) – jamajska lekkoatletka, specjalistka od biegów sprinterskich i płotkarskich.
W 2013 została mistrzynią świata juniorów młodszych na dystansie 100 metrów przez płotki. Srebrna medalistka mistrzostw Ameryki Środkowej i Karaibów juniorów (2014).
Złota medalistka CARIFTA Games.

## Osiągnięcia
| Rok  | Impreza                                           | Miejsce    | Konkurencja                               | Lokata     | Wynik  |
| ---- | ------------------------------------------------- | ---------- | ----------------------------------------- | ---------- | ------ |
| 2013 | Mistrzostwa świata juniorów młodszych             | Donieck    | bieg na 100 metrów przez płotki (76,2 cm) | 1. miejsce | 12,94  |
| 2014 | Mistrzostwa Ameryki Środkowej i Karaibów juniorów | Morelia    | bieg na 100 metrów przez płotki           | 5. miejsce | 14,22  |
| 2014 | Mistrzostwa Ameryki Środkowej i Karaibów juniorów | Morelia    | sztafeta 4 × 100 metrów                   | 2. miejsce | 44,33  |
| 2014 | Mistrzostwa świata juniorów                       | Eugene     | bieg na 100 metrów przez płotki           | półfinał   | 13,42w |
| 2017 | Mistrzostwa świata                                | Londyn     | bieg na 100 metrów przez płotki           | półfinał   | 12,88  |
| 2018 | Igrzyska Wspólnoty Narodów                        | Gold Coast | bieg na 100 metrów przez płotki           | 3. miejsce | 12,97  |
| 2018 | Mistrzostwa NACAC                                 | Toronto    | bieg na 100 metrów przez płotki           | 6. miejsce | 13,02  |
| 2019 | Mistrzostwa świata                                | Doha       | bieg na 100 metrów przez płotki           | półfinał   | 12,80  |
| 2019 | Igrzyska panamerykańskie                          | Lima       | bieg na 100 metrów przez płotki           | 4. miejsce | 13,11  |
| 2021 | Igrzyska olimpijskie                              | Tokio      | bieg na 100 metrów przez płotki           | półfinał   | DNF    |

## Rekordy życiowe
- Bieg na 100 metrów przez płotki (76,2 cm) – 12,94 (2013) nieoficjalny rekord świata juniorów młodszych
- Bieg na 100 metrów przez płotki – 12,53 (2023)